# Papyrus Feinberg 1
Der Papyrus Feinberg 1 (Nr. 842 nach Rahlfs) sind fünf Fragmente eines Papyruskodex aus dem 4. Jahrhundert. Zwei Fragmente enthalten Teile aus dem 1. Buch Samuel 23 und 24 in griechischer Sprache, der Inhalt der anderen drei Fragmente konnte bisher nicht identifiziert werden. Der Text ist in etwas unregelmäßigen „großen Bibelmajuskeln“ geschrieben. Akzente, Asper und Trennung durch Punkte fehlen.
Die Handschrift wurde möglicherweise im südlichen Niltal angefertigt. Im August 1966 wurde sie in Kairo gefunden. Sie befand sich einige Zeit in der Columbia University in New York mit der Signatur P. Feinberg 1. Seit 2012 ist sie mit anderen Papyrusfragmenten zum Verkauf angeboten.

## Textausgabe
- Lawrence Feinberg: A Papyrus Text of 1 Kingdoms (1 Samuel) (P. Feinberg 1). In: Harvard Theological Review, Band 62, 1969, S. 349–357 (pdf)